# Serafí de Sarov
Serafí de Sarov, en rus Серафим Саровский (Serafim Saróvskiy), al món Прохор Исидорович Машнин (Prókhor Isidórovitx Maixnín), fou un monjo ortodox, un starets, un dels sants més venerats a l'Església ortodoxa. Nasqué el 19 de juliol de 1759 a la ciutat de Kursk a Rússia.
Sent nen va resultar indemne després de caure d'un campanar, però als 10 anys es va guarir d'un mal greu per una aparició de la Verge, i després d'això va adquirir l'habilitat de veure als àngels.
En 1777 ja és un novici en el monestir de Sarov. En 1786 va prendre els hàbits i va rebre el nom de Serafí.

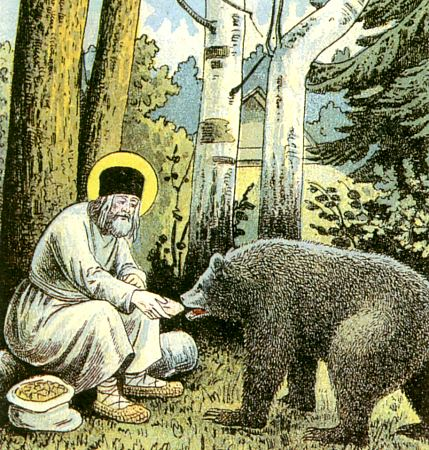
Sant Serafí i un os

L'any 1804, va ser atacat per lladres, els quals el van batre a cops fins quasi matar-lo. Les ferides de l'atac van fer que per la resta de la seva vida hagués de caminar amb l'ajuda d'un bastó.
Després que el seu instructor morís l'any 1807, durant molts anys va portar una vida de reclusió i d'ermità en un bosc remot. Per la seva vida santa en 1831 va merèixer amb els seus alumnes veure, per la segona vegada en la seva vida, l'aparició de la Verge, acompanyada per Joan el Baptista i Joan l'Evangelista.
Va morir en 1833 mentre orava agenollat en la seva cel·la en el monestir de Sarov.
Serafí de Sarov va ser beatificat per l'Església Ortodoxa Russa el 29 de gener de 1903. Les seves relíquies descansen en el monestir de Divéievo prop de Níjniy Nóvgorod.